# Letnica, Kosovo
Letnica (Letnica; Letnicë; Летница) je naselje v občini Vitina v okraju  Gnjilane na Kosovu. 

## Zemljepis
Letnica se razprostira na skrajnem jugovzhodu Kosovega, na severnih obronkih hribovja Skopske Črne gore (= Karadag ali Karadak) , na mejnem predelu med Kosovim in Makedonijo; med Uroševcem in Gnjilani, nedaleč od Vitine, poleg reke Letnice, pritoku Binačke Morave. 
Od Prištine je oddaljena okrog 60 km zračne črte, od železniške postaje Uroševac okrog 30 km, a od Skopja prav tako okrog 30 km. Upravno spada pod občino Vitina; od občinskega središča Vitine je oddaljena 9 km. Letnica se dviga na 755 metrov nadmorske višine in je povezana z nižinskim svetom edino s cesto, ki pelje na severozahod proti Vitini. 
Poleg vasi Letnica spadajo sedaj h katoliški župniji Letnica še vasi: Šašare (Shoshare), Zagrađe, Vrnez (Vërnez) in Vrnavokolo (Vërnakollë). Nekoč sta ji pripadali sedaj samostojni župniji Stubla in Binač. 

## Zgodovina

### Pomen Letnice
Kar je Lurd za Francijo, Fatima za Portugalsko, Marija Bistrica za Hrvaško , - Brezje za Slovenijo – to je Letnica za Kosovo in sosednje dežele. 

### Najstarejši zapisi imena kraja
V najstarejših zapisih nahajamo za Letnico – katere ime je novejšega izvora in pomeni po Turku letovišče, iz česar naj bi po Turku ime Letnica tudi izhajalo. Vendar zadeva ni tako preprosta: okoliški pravoslavci so navadno vse tamkajšnje katoličane imenovali Latini, njihove vasi pa Latinske vasi (=Latinska sela). Zato je možno, da izhaja ime kraja Letnica od Latini-ca. Po izročilu je Marijin kip preletel iz Skopja, pa je možno, da izhaja ime kraja iz preleteti - Preletnica - Letnica. 
Za samo deželico nahajamo starejše oblike imena Črna gora ter Skopska Črna gora v italijanski obliki, kot: Montenegro, Monte Negro, Montenegro di Scopia, Montenegro in Servia. Za samo župnijo pa najdemo izraze kot Cerna gora, Cernagora, Crna gora, Crnagora. 
Župnija Črna gora, Crna Gora ali Letnica je dobila je ime po planini Skopski Črni gori in reki Letnici, ob kateri leži naselje. V obstoječih listinah se ime župnije piše v oblikah Crna Gora, Crnagora, Monte Negro, Montenegro, Monte nero, a včasih Letnica. 
Apostolski vizitator Mazareki leta 1623 piše, »da se iz Kratova pride v  Črno goro, v vas Letnico, in da tukaj stanuje škofijski duhovnik«. Kot barski nadškof in vizitator isti Mazareki 1633 piše, da je sedež župnije v vasi Letnici. 
Leta 1638 je ime župnije zabeleženo pod nazivom Črna gora (Crna Gora, Monte Negro). Nazivi: Cerna Gora, Cernagora, Crnagora, Crna Gora se pojavljajo v novejšem času. Tako je npr. 1929 bil kraj poimenovan kot Cerna Gora.  

### Cerkve v župnija Letnici
Poročilo misijonarja Komulovića   iz 1584 pravi, da ima župnija Montenegro di Scopia štiri zaselke s 500 dušami, ki jih upravlja en duhovnik. 
Nadalje pravi poročilo, da bi bila Skopska Črna gora prikladno mesto za šolo v obliki zavoda (kolegija, semenišča), „ki bi koristil celotnemu krščanstvu Srbije“, ker je sredi pokrajine. Turki tukaj ne stanujejo niti tja ne prihajajo, a vasi so proste dajanja dečkov za janičarje.“  To se ujema z mnenjem, da so se prebivalci ukvarjali z rudarstvom. Po turških zakonih je bila raja v rudarskih naseljih oproščena omenjenega davka, če je delala v rudnikih.  Tovrstno katoliško šolo so odprli v Stubli, kjer še danes deluje kot najstarejša albanska šolska ustanova na Kosovu. 
Osmanska oblast je sicer preganjala albansko šolstvo. Kljub temu se je v vasi Stubla, ki jo prvič omenjajo 1555, začelo 1584 v visokogorju Karadaka – Skopske Črne gore – izobraževanje v albanščini.  
Kot piše Shuteriqi, je bilo to višješolsko izobraževanje v okviru Zavoda svetega Luka, v smislu takratnih katoliških verskih šol po Evropi, kjer so potekala predavanja iz teologije, filozofije in klasike. .
1671 duhovnik Gaspari piše, da je po Črnigori (Montenegro) razsajala kuga. Letniški misijonar in župnik fra Bernardin da Montenegro poroča, da ima njegova župnija šest vasi s 400 dušami. V župniji omenja dve cerkvi, od katerih je ena posvečena svetemu Juriju (na poti proti Šašarom), druga pa Marijinemu vnebovzetju. . Cerkvi sta bili porušeni – najbrž od janičarjev v katerem izmed številnih maščevalnih vojnih pohodov. Po tem so maševali kar na prostem – pod hrastom – pred Bogorodičinim kipom. 
Ko so Turki bili prisiljeni pod pritiskom evropskih velesil v štiridesetih letih 19. stoletja priznati versko svobodo krščanski raji, so smeli maloštevilni preostali katoličani 1866 sezidati novo Marijino cerkev, ki je po Prvi svetovni vojni začela pokati zaradi plazov in so jo morali podreti. Sedanjo – veliko in trdno grajeno stavbo – je začel graditi na začetku svoje službe takratni skopski škof Gnidovec 1928. V Letnici je sklical I. evharistični kongres skopske škofije ter še nedokončano cerkev posvetil na predvečer Marijinega praznika 14. avgusta 1934. 

### Spomeniki
Naselje in župnija imata svoj izvor v srednjeveškem rudarstvu, ki so ga v Nemanjiški Srbiji imeli v zakupu Dubrovničani v povezavi z odličnimi rudarji Sasi. V takih dejavnostih je poleg rudarskega naselja redno obstajala občina Nemcev s katoliško cerkvijo in duhovnikom, celo pod Turki; saj so rudarska naselja uživala določene svoboščine. V Letnici nahajamo velike kupe leša. To dokazuje, da so tukaj obstajali rudniki in topilnice, ki pa so po kakovosti zaostajali za tistimi z boljšo kakovostjo, kot so bili na primer Janjevo, Novo brdo, Trepča na Kosovu, ali Kratovo in Zletovo v Makedoniji. O obstoju naselja in povezavi z Dubrovnikom pričajo stari spomeniki: 
| Latinsko besedilo                     | Srbohrvaški prevod                     | Slovenski prevod                          |
| ------------------------------------- | -------------------------------------- | ----------------------------------------- |
| HIC NICOLAUS IAZIT PATRIZVS RAGUSINUS | Ovde počiva Nikola dubrovački patricij | Tukaj počiva dubrovniški patricij Nikolaj |

Da je v Letnici obstajala cerkev vsaj na začetku XVI. stoletja, dokazuje nagrobna plošča, najdena v ruševinah stare cerkvice:   
| Latinsko besedilo                                       | Srbohrvaški prevod                                      | Slovenski prevod                                       |
| ------------------------------------------------------- | ------------------------------------------------------- | ------------------------------------------------------ |
| IHS HAC IN FOSSA SUNT VENERABILIS HIONNIS LOLE OSA 1511 | IHS – U ovom grobu počivaju kosti poštovanog Ivana Lole | JKS – V tem grobu počivajo kosti blaženega Janeza Lola |

Neko nezanesljivo izročilo pravi, da je v Letnici že v času pred Kosovsko bitko (torej pred 1389) obstajala velika cerkev Marijinega vnebozetja, ki je v zvezi s tem porazom propadla. V XV. stoletju so zgradili manjšo, ki pa je bila uničena v XVII. stoletju; 1689 je bil požig Skopja in umik avstrijske vojske. Obstaja grobni napis iz 1600:
| Staroitalijansko besedilo                                    | Srbohrvaški prevod                                      | Slovenski prevod                                                           |
| ------------------------------------------------------------ | ------------------------------------------------------- | -------------------------------------------------------------------------- |
| S. DE MARE VIZKOVA, FIGLIOLA DI CATE 1600 MORSE ADDI X MARZO | Grob Mare Vickove kćerke Katarine, umrle 10. marta 1600 | Grob Katarinine hčerke Vickove Mare, umrle 10. marca leta Gospodovega 1600 |

Turki so na novozasedenih ozemljih nekaj časa trpeli posebne pravice dubrovniških rudarskih in trgovskih naselbin; vendar so jih postopoma posamezni paši vedno bolj omejevali, zlasti ko je slabela osrednja oblast. Zato so se bogatejši trgovci odseljevali, revnejši – zlasti Janjevci – pa so se začeli ukvarjati z domačo obrtjo ter hodili po ribniško prodajat svoje izdelke po celem Osmanskem cesarstvu; medtem pa so se revni hribovci okoli Letnice posvetili kaj malo donosni živinoreji in poljedelstvu.

## Prebivalstvo
Po zadnjem popisu prebivalstva v bivši Jugoslaviji 1991 je živelo v krajevni skupnosti Letnica 4134 prebivalcev. Večinoma (3997) so bili janjevski Hrvati; po drugih delih občine Vitina je živelo še 334 Hrvatov, največ v naseljih Kabašu in Binaču, južno od mesta Vitine.

### Izseljevanje
Po razpadu Jugoslavije, domovinske vojne na Hrvaškem in vojne na Kosovem z NATO-vim bombardiranjem se je večina Hrvatov izselila na Hrvaško. Tako je bil po prvem popisu prebivalstva na Kosovu 2011 v tej krajevni skupnosti očiten velikanski padec: našteli so komaj 267 prebivalcev v primeri z 4134 izpred dvajsetih let nazaj.  
V zvezi s tem izseljevanjem Hrvatov je rastel odstotek Albancev - prav tako katoličanov, in danes v tukajšnjih naseljih prevladuje prebivalstvo kosovsko-albanske narodnosti - Kosovarji.
Preganjanje Hrvatov na Kosovem je bilo močno 1920-ih, pa tudi leta 1948. Stopnjevalo pa se je ob razpadu Jugoslavije.
Odvetnik Palić, takrat tajnik Hrvaškega društva ‘Janjevo’, je 12. marca 1992 pisal v pismu vladi RH, da se je več kot 90% Janjevcev sklenilo izseliti s Kosovega na Hrvaško; podobno je bilo tudi v Letnici.
Farani iz Letnice, Vrnaokola in Šašarev so se preselili v Voćin, Đulovac in druge kraje na Hrvaškem. Izhod Letničanov s Kosovega na Hrvaško je bil velik zlasti po Kosovski vojni. Pred tem je v župniji Letnica živelo več kot 6 000 vernikov, a danes je v njej ostalo le 50 domorodcev, ki se jim je pridružilo 150 na novo doseljenih katoličanov iz Stuble, Kabaša in Pešterja.

## Vera

### Cerkev
Po izročilu je bila na tem mestu velika cerkev, ki so jo porušili prejkone Turki ob prvem osvajanju teh krajev. Nato je bila zgrajena manjša cerkev – deloma na temeljih prejšnje – od katere so ostali nekateri spomeniki iz 16. ter 17. stoletja. 
Župnija in vas sta dolgo ostali brez cerkve. Maševali so pod hrastom, kjer je na prostem dolga leta stal Marijin kip, ki je po izročilu preletel semkaj iz skopske stolnice svete Venerande, ko so jo Turki spremenili v mošejo.  
Ko je muslimansko nasilje pod pritiskom zahodnih velesil začelo popuščati, so začeli katoličani graditi novo cerkev leta 1865. Svodi cerkve niso bili zidani, ampak le zamišljeni. Veliki oltar je iz belega masivnega marmorja. V srednji ladji je šest stebrov. Pod u svetišču in v glavni ladji je iz marmornatih plošč pripeljanih iz Skopja, kjer lomijo marmor. V drugih dveh ladjah je bil najprej pod iz zemlje. Kip Matere Božje je bil postavljen v sredo svetišča v za to določeno nišo. Razen velikih vrat na pročelju ima cerkev še dvoje stranskih vrat.  
Ta cerkev je preživela Prvo svetovno vojno, vendar je zaradi plazov začela pokati. Takoj po svojem prihodu na čelo skopske škofije je začel slovenski lazarist in Božji služabnik škof Gnidovec zbirati sredstva za gradnjo novega Marijinega svetišča, saj je tukaj bila že od davnine znana Marijina božjepotna cerkev. Graditi so začeli 1928; cerkev je bila posvečena 14. avgusta 1934; posvetil jo je omenjeni Gnidovec, ki je takrat tukaj odprl tudi I. evharistični kongres skopske škofije. 
Od davnih časov pred Velikim Šmarnom oživijo poti, ki vodijo iz Uroševca, Prištine ali Gnjilan v vas Letnico, k svetišču Matere Božje Črnogorske. Pred Drugo svetovno vojno je mladina iż Skopja in Kumanovega pešačila prek Kopiljače; ponoči so med pesmijo in molitvijo prehodili to pot. Dandanes pa skupaj potujejo katoličani, pravoslavci in muslimani; Albanci katoličani s Kosovega in iz Skopja, Hrvatje iz Janjeva, pravoslavni Srbi, ljaramani in Cigani - pravi ekumenski dogodek. Razni jeziki, različne vere, različne narodne noše – a skupno jim je češčenje in zaupanje do Bogorodice in njenega sina Kristusa, ki kraljujeta v letniškem svetišču.
V tej krajevni skupnosti so bili katoličani v večini – potomci Dubrovničanov, Hrvatje katoliške veroizpovedi. Po odhodu večine Hrvatov med nesrečno zadnjo balkansko vojno so upravo božjepotnega svetišča prevzeli kosovsko-albanski duhovniki, še preden je škof dal dekret - večino pa so dobili med prebivalstvom katoliški kosovski Albanci. Središče njihovega duhovnega srečevanja je Marijina cerkev v Letnici. To je eno najlepših katoliških svetišč na Kosovu in znano romarsko središče ne le za katoličane, ampak tudi za pravoslavce in muslimane. Največ se Mariji priporočajo matere za srečen porod; neplodne matere pa za pridobitev blagoslova plodnosti. Ta cerkev je obenem tudi župnijska cerkev Letnice.

### ŽupnijaLetnica
Na področju župnije Letnica - v takratni podružnici Stubli, živijo potomci nekdanjih  ljaramanov, ki so zaradi katoliške vere skozi zgodovino veliko pretrpeli. 
V župniji je bilo po cerkvenih zapisih 1974. Leta 2872 vernikov, od tega 152 v izseljenstvu. Cerkev je bila posvečena 14. avgusta 1934; posvetil jo je slovenski lazarist in Božji služabnik Gnidovec, ki je takrat tukaj odprl tudi I. evharistični kongres skopske škofije.
Župnijo omenjajo že v XV. stoletju. Tu so delovale sestre usmiljenke in sestre služabnice Malega Jezusa. V tistem času so pridigali in maševali v hrvaščini: le ob romanjih tudi v albanščini. Letnico je povezoval autobus s Skopjem prek Uroševca in Vitine. Železniška postaja je v Uroševcu, letališče pa v Prištini. Imeli so dve osnovni šoli.  

### Duhovniki,redovniki,škofje
1974 je bil v Letnici župnik in dekan Krajinović, doma iz Kiseljaka;  kaplan pa Đurić, rodom iz Janjeva. 
1981 je bil v Letnici župnik A. Glasnović, a kaplan P. Glasnović – oba Janjevca. 
Po nekaterih župnijah na Kosovu so delovali slovenski salezijanci. Njihovi poklici so bili na ta ali oni način povezani tudi z Marijo Letniško, kamor so romali ne samo verniki, temveč tudi duhovniki, redovniki in škofje. Na Kosovu delujejo poleg salezijancev tudi frančiškani in jezuitje. Obojni so imeli in še imajo veliko duhovniških in redovniških poklicev; podobno je tudi v župnijah, kjer delujejo škofijski duhovniki. 
Gnidovec
Še danes se tam čuti delovanje svetniškega škofa-lazarista Gnidovca, ki je velikokrat peš in bos romal k Mariji v Letnico. Ljudje pomnijo, da so mu večkrat krvavele noge; kljub temu pa je bil z ljudstvom vedno zelo preprost in prijazen. 
Izredno veliko je storil za duhovne poklice. Če so starši pogrešili kakega fantiča, so vedeli, kam ga morajo iti iskat: gotovo je pobegnil v Gnidovčevo semenišče. O njegovi svetosti se še danes govori med ljudstvom; njegova učenka iz Skopja, Agnes Gonxha Bojaxhiu, danes sveta Mati Terezija, je 22. avgusta 1974 o njem zapisala tele besede:
»Naš škof Gnidovec je bil svetnik. Vsi smo ga klicali s tem imenom. Bil je pravi duhovnik po Jezusovem Srcu; blagega in ponižnega srca. Ko sem odhajala v misijone, je zame maševal, me obhajal, me blagoslovil in rekel: ›V misijone greste; naj vam bo Jezus vse v vašem življenju.‹ – Prepričana sem, da prosi zame in da imam v njem pri Jezusu zavetnika«. 
Gaši
Na salezijance ima lepe spomine barski nadškof in primas Srbije Gaši. Takole piše v Svojih spominih o povezavi med poklicem, slovenskimi salezijanci in romarsko božjepotno cerkvijo v Letnici: 
Takratni janjevski župnik Vinko Sraka je meni z bratom Cakinom omogočil, da sva lahko šla v šolo za duhovnike. V Letnici, kjer se nahaja božjepotna cerkev Marijinega vnebovzetja - sva se 14. avgusta 1954 srečala z župnikom Vinkom in se pred praznikom Velikega šmarna dogovorila, da odideva čez deset dni s petimi drugimi fanti iz Janjeva; odpravili smo se v dvokolesnem vozičku do Lipljana, od tam pa v živinskem vagonu – brez klopi, stolov, vrat, oken – do Beograda; nato smo prestopili za Zagreb, kamor smo prispeli po 24 urah. Pri salezijancih na Knežiji smo nekaj dni počivali in potem nadaljevali potovanje do Reke, kjer smo vstopili v salezijansko semenišče.
Dučkić
Duhovniški poklic je začutil med delovanjem slovenskih salezijancev na Kosovu tudi poznejši letniški župnik Dučkić.
Nikola (* 1941) je bil prvi župnik-domačin po petdesetih letih in dušni pastir župije sv. Nikolaja v Janjevem skozi 15 let (1974–1989). Nato je bil 11 let župnik svetišča Matere Božje v Letnici (1989-2000). Župnik v albanskem kraju Binaču v župniji sv. Antona je bil od 1969-1974, pred tem pa kaplan v Stubli. Dobro se je naučil albanščine.  Bil je tudi 26 let dekan Kosovskega in Makedonskega dekanata (1969-1995) v Skopsko-prizrenski škofiji, svetnik (konzultor) in desetletni skopsko-prizrenski ekonom. V Kistanjah pri Zadru, kjer zdaj živi 1250 izseljenih Janjevcev, je bil Nikola 1999 postavljen za župnika in je tam obhajal zlato mašo 2016.
Desetina duhovnikov in redovnic je vstopilo v duhovni poklic na Dučkićevo spodbudo. Prvi koraki njegovega duhovništva kot kaplana v Stubli in župnika v Binaču med Albanci so ga učili odprtosti. Obvladal je albanščino, da bi lažje oznanjal vernikom Božjo besedo. Pomagal je revežem in ni gledal na to, kdo je Hrvat ali Albanec, Srb ali Cigan. 
Svoj poklic dolguje spodbudi salezijanskega župnika Slovenca Sraka - ki je takrat deloval v Janjevem –, ki ga je na koncu 5. razreda vprašal: “Kolja, ali hočeš biti duhovnik?” “Hočem”, je takoj odgovoril pripravljeno, saj je bil ministrant in je to klico nosil v sebi. “Ta obljuba mojemu župniku pa me je vedno podpirala, da sem to tudi uresničil.” Če ga pa njegov župnik ne bi osebno nagovoril, se gotovo ne bi nikoli odločil za ta poklic. 

## Pomembne osebnosti iz letniške župnije
- Serafin Kodić Glasnović, blaženec-mučenec Katoliške Cerkve;
- Zef Gashi, kosovsko-albanski salezijanec, duhovnik, upokojeni barski nadškof in primas Srbije.
- Črnogorski mučenci, kosovsko-albanski ljaramani iz takratne župnije Letnica, ki so se sredi 19. stoletja pred turškimi oblastmi priznali za katoličane ter jih je zato več kot polovica umrlo mučeniške smrti.